# Добридор (Долж)
Добридор (рум. Dobridor) насеље је у Румунији у округу Долж у општини Моцацеј. Oпштина се налази на надморској висини од 71 m.

## Становништво
Према подацима из 2002. године у насељу је живело 941 становника, од којих су сви румунске националности.